# کوری حرکتی
کوری حرکتی یا آکینتوپسیا یا آکینتوپسیای مغزی یک اختلال عصبی-روانشناختی بسیار کمیاب است که تنها در شمار انگشت‌شماری ثبت شده است و در آن بیمار با اینکه می‌تواند اشیاء ثابت را بدون مشکل ببیند ادراک حرکتی یا توانایی دیدن حرکت در میدان دید خود را از دست می‌دهد. این سندرم نتیجه آسیب به ناحیه بینایی V5 است که سلول‌های آن کار شناسایی و دیدن حرکت بینایی جهت‌دار را دارند. درجات مختلفی از کوری حرکتی وجود دارد: از دیدن حرکت به صورت فریم‌های یک حلقه فیلم سینما تا ناتوانی در تشخیص هرگونه حرکتی. در حال حاضر هیچ درمان یا داروی مؤثری برای آکینتوپسی وجود ندارد.

## علائم و نشانه‌ها
کوری حرکتی می‌تواند در طیفی از شدت‌ها ظاهر شود و برخی موارد ممکن است دوره‌ای یا موقتی باشند. این اختلال ممکن است از «کوری حرکتی نامحسوس» تا «کوری حرکتی شدید» متغیر باشد، که بر اساس شدت علائم و میزان تأثیر کوری حرکتی بر کیفیت زندگی بیمار تعیین می‌شود.

### کوری حرکتی نامحسوس
کوری حرکتی نامحسوس بیشتر با دیدن حرکت به صورت یک حلقه فیلم سینمایی یا عکس چندگانه توصیف می‌شود. این گسترده‌ترین گونه کوری حرکتی است و بسیاری از بیماران دید استروبوسکوپی را آزاردهنده می‌دانند. کوری حرکتی اغلب با دنباله بینایی (پالینوپسیا) رخ می‌دهد، به طوری که تصاویر پس‌زمینه در هر فریم از حرکت باقی می‌مانند. این عارضه ناشی از داروهای نسخه‌ای، اختلال ادراک پایدار توهم‌زاها و اورا پایدار بدون سکته مغزی است. پاتوفیزیولوژی پالیوپسیای آکینتوپسیک شناخته شده نیست، اما فرضیه شده است که به دلیل فعال‌سازی نامناسب مکانیسم‌های فیزیولوژیکی سرکوب حرکت باشد که به‌طور معمول برای حفظ ثبات بینایی در طول حرکات چشم (مانند پوشش پرشی) استفاده می‌شوند.

## علل

### ضایعات مغزی
کوری حرکتی ممکن است یک نقص اکتسابی ناشی از ضایعات در سمت خلفی قشر بینایی باشد. ضایعات اغلب باعث کوری حرکتی شدید می‌شوند. نورون‌های قشر گیجگاهی میانی به محرک‌های متحرک پاسخ می‌دهند و از این رو قشر گیجگاهی میانی ناحیه پردازش حرکت در قشر مغز است. در مورد LM، ضایعه مغزی دوطرفه و متقارن بود و در عین حال به اندازه کافی کوچک بود که بر سایر عملکردهای بینایی تأثیری نگذارد. گزارش‌هایی از ضایعات یک‌طرفه نیز وجود دارد که ادراک حرکت را مختل کرده‌اند. کوری حرکتی از طریق ضایعات نادر است، زیرا آسیب به لوب پس‌سری معمولاً بیش از یک عملکرد بینایی را مختل می‌کند. کوری حرکتی همچنین به عنوان نتیجه آسیب مغزی تروماتیک گزارش شده است.

### تحریک مغناطیسی فراجمجمه‌ای
کوری حرکتی نامحسوس را می‌توان به‌طور انتخابی و موقت با استفاده از تحریک مغناطیسی مغز (TMS) ناحیه V5 قشر بینایی در افراد سالم القا کرد. این کار بر روی سطحی به مساحت ۱ سانتی‌متر مربع از سر انجام می‌شود که از نظر موقعیت با ناحیه V5 مطابقت دارد. با یک پالس TMS 800 میکروثانیه‌ای و یک محرک ۲۸ میلی‌ثانیه‌ای با سرعت ۱۱ درجه در ثانیه، V5 برای حدود ۲۰–۳۰ میلی‌ثانیه از کار می‌افتد. این روش بین ۲۰- میلی‌ثانیه و ۱۰+ میلی‌ثانیه قبل و بعد از شروع یک محرک بصری متحرک مؤثر است. غیرفعال کردن V1 با TMS می‌تواند درجه‌ای از کوری حرکتی را ۶۰–۷۰ میلی‌ثانیه پس از شروع محرک بصری ایجاد کند. TMS ناحیه V1 به اندازه TMS ناحیه V5 در القای کوری حرکتی مؤثر نیست.

### بیماری آلزایمر
بیماران آلزایمر علاوه بر مشکلات حافظه، ممکن است درجات مختلفی از کوری حرکتی را داشته باشند. این می‌تواند به سرگردانی شدید آنها کمک کند. در حالی که Pelak و Hoyt یک مورد مطالعاتی از آلزایمر را ثبت کرده‌اند، تحقیقات زیادی در این زمینه هنوز انجام نشده است.

### داروهای ضد افسردگی
کوری حرکتی نامحسوس می‌تواند با دوزهای بالای برخی داروهای ضدافسردگی ایجاد شود و با کاهش دوز، بینایی به حالت عادی بازمی‌گردد.